# Гюйгенс (кратер)
Гюйгенс (лат. Huygens) — 467-километровый марсианский ударный кратер, находящийся в четырёхугольнике Япигии (лат. Iapygia quadrangle) по координатам 14°00′ ю. ш. 55°36′ в. д. / 14,0° ю. ш. 55,6° в. д.. Кратер назван в честь голландского астронома, математика и физика Христиана Гюйгенса (1629—1695).
Ученые были приятно удивлены, увидев разветвленные каналы на снимках, сделанных при космических станций, постоянно вращающихся вокруг Марса («Марс Экспресс», «Марс Одиссей» и MRO). Существование таких каналов является убедительным доказательством того, что большое количество воды когда-то текло по поверхности планеты. Простые организмы, вероятно, жили в тех местах, где скапливалась вода. Группа таких каналов показана на рисунке ниже.
Карбонаты кальция были обнаружены в кратере Гюйгенс. Наличие данного минерала говорит о том, что у Марса когда-то была толстая атмосфера, состоящая из углекислого газа, которая в избыточных количествах увлажняла планету. Карбонаты такого типа формируются только в тех местах, где есть достаточное количество воды. Карбонаты были найдены на снимках спектрометра CRISM, установленного на борту Mars Reconnaissance Orbiter. Ранее прибор также обнаружил наличие глинистых минералов в этом кратере. Карбонаты находились рядом с глинистыми минералами. Оба минерала формируются только во влажной среде. Ученые полагают, что миллиарды лет назад, Марс был гораздо более теплый и влажный. В то время карбонаты формировались из воды и углекислого газа. Позже обнажения карбонатнов были засыпаны. Земля имеет огромное количество карбонатовых отложений в виде залежей известняка.

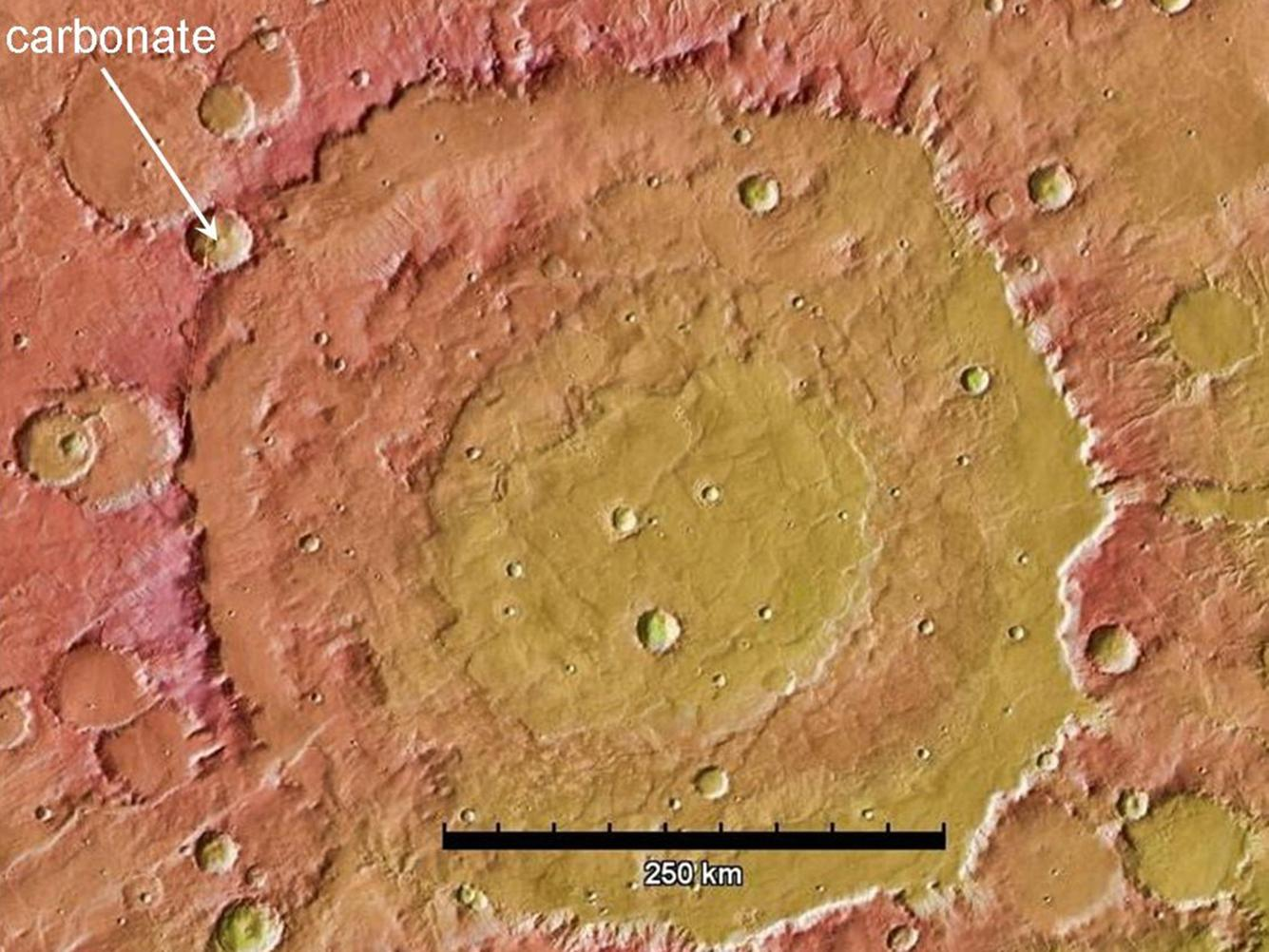
Месторождение карбонатов на карте кратера Гюйгенс
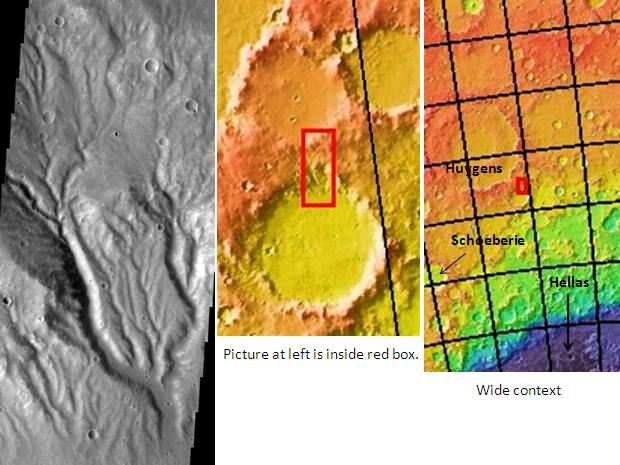
Разветвленная долина из каналов на краю кратера Гюйгенс